# Jan Brasser (verzetsstrijder)
Jan Brasser (Uitgeest, 2 maart 1908 – Krommenie, 8 augustus 1991)  was een Nederlands communist en verzetsman tijdens de Tweede Wereldoorlog. Zijn schuilnaam in het verzet was Witte Ko. Hij was na de oorlog 27 jaar gemeenteraadslid in zijn woonplaats Krommenie.

## Voor de oorlog
Brasser werd op 2 maart 1908 geboren als tweede in een gezin van 6 kinderen. Hij werkte eerst bij zijn vader in het bollenbedrijf, later onder meer in een betonfabriek, een bloemist en bij de aanleg van de spoorwegen. Vanaf 1932 was hij ongeveer 4 jaar werkloos. Hij was actief in het landelijk werklozenactiecomité, een aan de CPN verwante beweging.
Toen begin 1932 in Uitgeest een afdeling werd opgericht van de CPH werd Brasser meteen verkozen in het afdelingsbestuur. Via zijn zwager, de in de oorlog omgekomen verzetsstrijder Teunis Glijnis, werd Brasser lid van de CPN. In 1935 werd hij als lijsttrekker van de CPN met twee zetels (van de elf) verkozen in de gemeenteraad van Uitgeest. Dat bleef hij tot 1937.
Begin 1939 trad Brasser in dienst bij de Hoogovens in IJmuiden, waar hij 4 jaar lang zou werken als smelter in de Martinstaalfabriek, tot zijn verzetswerk hem in 1943 deed stoppen. Hij was lid van de Algemene Nederlandse Metaalbewerkersbond van de NVV en lid van de bedrijfsveiligheidscommissie van de staalfabriek.

## Oorlogsjaren
Bij de Hoogovens werd Brasser betrokken bij het verzetswerk. Aanvankelijk met het verspreiden van illegale kranten en pamfletten en het ophalen van geld voor het solidariteitsfonds. Brasser speelde een rol bij de organisatie van de Februaristaking 1941 en de April-meistaking 1943 in de staalfabriek. Na de April-meistaking dook hij onder en ging op in het gewapend verzet.
De Mil-groep
Vanaf het voorjaar van 1941 was Brasser betrokken bij een lokale sabotagegroep van de CPN, de zogenaamde Mil-groep, die bij Hoogovens onder leiding stond van Daan Stapper. De groep pleegde onder meer industriële sabotage in de staalfabriek en brandstichting op Duitse legervoorraden op rangeerterreinen in Velsen en Beverwijk.
Na de arrestatie van Stapper op 17 mei 1943 nam Brasser de leiding van de groep op zich. Eén van zijn eerste daden was het bevrijden van Stapper uit de bewaakte afdeling van het Wilhelmina Gasthuis in Amsterdam, waar Stapper verpleegd werd.
Raad van verzet
De Mil-groepen van de CPN gingen vanaf het najaar 1943 op in de Raad van verzet (RVV). Brasser kreeg de leiding over de RVV-groepen in Noord-Holland ten noorden van het Noordzeekanaal. Samen met verzetsmensen als Hannie Schaft, Gerrit van der Veen en Jan Bonekamp organiseerde hij ook gewapende verzetsacties, die vaak plaatsvonden onder zijn leiding.
Nadat de RVV eind 1944 was opgegaan in de Binnenlandse Strijdkrachten werd Brasser commandant bij de Gewestelijke Sabotage Afdeling. Hoewel de nazi’s er veel aan hebben gedaan om hem op te pakken is dat nooit gelukt.
Een bekende actie van Brasser was de overval op het Wormerveerse gemeentehuis om te voorkomen dat werd ontdekt dat veel persoonsbewijzen waren verdonkeremaand. De burgemeester werd door Jan Bonekamp in een vloerkleed opgerold, het oude register werd verbrand en het actuele register werd meegenomen.
Brasser gaf ook opdracht aan Hannie Schaft en Jan Bonekamp om de Zaanse politieagent Willem Ragut, een medewerker van de Duitse Sicherheitsdienst, uit te schakelen. Ragut had al veel Nederlanders verraden. Schaft en Bonekamp voerden hun taak uit door Ragut in de Westzijde tegemoet te fietsen. Schaft loste het eerste schot, waardoor Ragut van de fiets viel, Bonekamp gaf hem het genadeschot maar pas nadat Ragut op hem geschoten had. Bonekamp werd gearresteerd en overleed diezelfde avond aan zijn verwondingen.

## Na de oorlog
Op 16 augustus 1945 is Jan Brasser getrouwd met Jo Leeuwerink, weduwe van een eerder huwelijk. Haar leerde hij tijdens de oorlog kennen. De wolwinkel van Jo Leeuwerink aan de Vlietsend 51 in Krommenie was een adres van het verzet en een geregeld onderduikadres van Jan Brasser.
Aan de bevrijdingsfeesten in mei 1945 onttrok Brasser zich. Hij vertelde later: "De emoties die je te verwerken had als kameraden gepakt waren en je hoorde of je las in de krant dat ze gefusilleerd waren. (...) Ik heb het feest van de bevrijding niet meegemaakt. Ik was af, af, af... helemaal kapot, geestelijk kapot. Ik wilde de straat niet op tussen al die hossende en feestvierende mensen. Ik kon 't niet verdragen. Ik dacht, ik moet slapen, maar dat kon ik niet. Ik heb de eerste drie weken na de bevrijding geprobeerd te slapen, maar ik kon 't niet. 's Nachts niet en overdag niet. Ik herinner me ook weinig, moet ik eerlijk zeggen."
Na de bevrijding werkte Brasser nog twee jaar voor de Politieke Recherche Afdeling, met als doel het opsporen van en onderzoek doen naar ‘foute elementen' in de Nederlandse samenleving gedurende de Duitse bezetting. Ondanks gedane toezeggingen en gemaakte afspraken mocht Brasser in 1947 niet terugkeren bij Hoogovens. Nadien werkte hij enige jaren als functionaris voor de Eenheidsvakcentrale, voordat hij rond 1953 zijn oude baan als grondwerker weer oppakte. Dat heeft hij tot zijn 65e gedaan.
Jan Brasser was na de oorlog 27 jaar lang lid van de gemeenteraad van Krommenie voor de CPN. Verder was Brasser lid van Verenigd Verzet 1940-1945, een vereniging van oud-verzetsstrijders, waarvan de meeste uit het communistische verzet afkomstig. In 1982 verscheen bij CPN-uitgeverij Pegasus het boek Witte Ko. Herinneringen uit het gewapend verzet, opgetekend door oud-bedrijfspersoneelschef van Hoogovens, Otto Kraan.

### Onderscheidingen

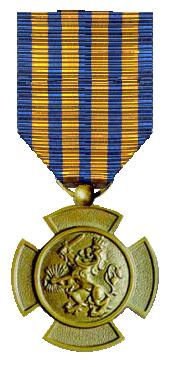

Na de oorlog werd Brasser door toenmalig Koningin Wilhelmina op 15 juni 1946 op vliegveld Soesterberg met de Bronzen Leeuw onderscheiden, wegens "het bedrijven van bijzonder moedig en beleidvolle daden". Op 11 september 1960 werd Brasser in de DDR onderscheiden met de Medaille für Kämpfer gegen den Faschismus 1933 bis 1945.

### Eerbetoon
Jan Brasser maakte voor zijn verzetswerk lange fietstochten in de Zaanstreek en de IJmond. Daarom zegde burgemeester Vreeman in 2004 toe dat er mettertijd een kunstwerk zou komen, dat de fiets van de bekendste Zaanse verzetsheld voorstelt. Corus (voorheen Hoogovens), die na de oorlog weigerde de communistische verzetsstrijder weer als staalgieter in dienst te nemen, had inmiddels steun toegezegd voor een 'eerbetoon aan Brasser'.

#### Jan Brassertunnel
Begin 2007 werd de naar hem genoemde Jan Brassertunnel geopend, een auto- en fietstunnel (Saendelverlaan) tussen Krommenie en de wijk Saendelft (Assendelft). Deze kruist de Provincialeweg (N203/ N8) met het naastgelegen fietspad en de spoorlijn Zaandam - Uitgeest ter hoogte van station Krommenie-Assendelft. Er werd ook een door Krijn de Koning gemaakt monument onthuld.
- Gemeinsame Normdatei: 118637983
- International Standard Name Identifier: 0000 0000 2268 992X
- Library of Congress Control Number: n82115040
- Nederlandse Thesaurus van Auteursnamen: 073392820
- Virtual International Authority File: 27864733
- WorldCat: E39PBJfxdrVXf9bfTgYdhXGvHC